# Championnats d'Asie d'équitation
Les championnats d'Asie d'équitation sont une compétition de sport équestre réunissant les meilleurs cavaliers du continent asiatique, organisée par la Fédération équestre internationale. 
La première édition a lieu à Pattaya, en Thaïlande, du 1er au 8 décembre 2019, avec au programme des épreuves de dressage, de saut d'obstacles et de concours complet,.

## Médaillés

### Dressage

#### Individuel
| Édition               | Or                 | Argent                   | Bronze                      |
| --------------------- | ------------------ | ------------------------ | --------------------------- |
| 2019                  | Dongheon Nam (KOR) | Pakjira Thongpakdi (THA) | Larasati Gading (INA)       |
| 2019 (dressage libre) | Dongheon Nam (KOR) | Pakjira Thongpakdi (THA) | Aridnatha Chavatanont (THA) |

#### Par équipes
| Édition | Or | Argent                                                 | Bronze                                                    |
| ------- | --- | ------------------------------------------------------ | --------------------------------------------------------- |
| 2019    | Thaïlande Arinadtha Chavatanont Pakjira Thongpakdi Apisada Bannagijsophon Princesse Sirivannavari Nariratana | Chinese Taipei Vivian Chang Chia-Hui Lai Janise S.H.Lu | Indonésie Larasati Gading Dadan Suhendar Dewi Kunti Njoto |

### Concours complet

#### Individuel
| Édition | Or                          | Argent            | Bronze                 |
| ------- | --------------------------- | ----------------- | ---------------------- |
| 2019    | Aridnatha Chavatanont (THA) | Patrick Lam (HKG) | Korntawat Samran (THA) |

#### Par équipes
| Édition | Or                                                                                    | Argent                                                        | Bronze        |
| ------- | ------------------------------------------------------------------------------------- | ------------------------------------------------------------- | ------------- |
| 2019    | Thaïlande Arinadtha Chavatanont Korntawat Samran Weerapat Pitakanonda Preecha Khunjan | Hong Kong Patrick Lam Thomas Heffernan Ho Annie Ho Yu Xuan Su | Non attribuée |

### Saut d'obstacles

#### Individuel
| Édition | Or                   | Argent              | Bronze            |
| ------- | -------------------- | ------------------- | ----------------- |
| 2019    | Taizo Sugitani (JPN) | Kenneth Cheng (HKG) | Raena Leung (HKG) |

#### Par équipes
| Édition | Or                                                             | Argent                                                               | Bronze                                                                  |
| ------- | -------------------------------------------------------------- | -------------------------------------------------------------------- | ----------------------------------------------------------------------- |
| 2019    | Hong Kong Kenneth Cheng Patrick Lam Raena Leung Jacqueline Lai | Philippines Colin Syquia Marie Antoinette S. Leviste Joker A. Arroyo | Koweït Ali Al Khorafi Abdullah Al Roudan Dalia Al-Zahem Yara Al Hunaidi |